# Makoop Lake
Der Makoop Lake ist ein See im Nordwesten der kanadischen Provinz Ontario im Kenora District.

## Lage
Der See liegt im Bereich des Kanadischen Schilds auf einer Höhe von 247 m. Er hat eine maximale Längsausdehnung von 22 km und besitzt eine Fläche von 113 km². 
Zuflüsse des Makoop Lake sind Mistus River und Nekikamog River.
Der See wird über den Makoop River zum 40 km nördlich gelegenen Severn Lake entwässert.

## Seefauna
Der abgelegene See wird üblicherweise per Wasserflugzeug erreicht. Angeltouristen fangen im See hauptsächlich Glasaugenbarsch und Hecht.